# Capnia caryi
Capnia caryi is een steenvlieg uit de familie Capniidae. De wetenschappelijke naam van de soort is voor het eerst geldig gepubliceerd in 2002 door Baumann & Jacobi.